# Starkville (Colorado)
Starkville és una població dels Estats Units a l'estat de Colorado. Segons el cens del 2000 tenia 128 habitants.

## Demografia
Segons el cens del 2000, Starkville tenia 128 habitants, 42 habitatges, i 30 famílies. La densitat de població era de 494,2 habitants per km².
Dels 42 habitatges en un 31% hi vivien nens de menys de 18 anys, en un 61,9% hi vivien parelles casades, en un 9,5% dones solteres, i en un 26,2% no eren unitats familiars. En el 21,4% dels habitatges hi vivien persones soles l'11,9% de les quals corresponia a persones de 65 anys o més que vivien soles. El nombre mitjà de persones vivint en cada habitatge era de 3,05 i el nombre mitjà de persones que vivien en cada família era de 3,55.
Per edats la població es repartia de la següent manera: un 27,3% tenia menys de 18 anys, un 10,2% entre 18 i 24, un 26,6% entre 25 i 44, un 25,8% de 45 a 60 i un 10,2% 65 anys o més.
L'edat mediana era de 35 anys. Per cada 100 dones de 18 o més anys hi havia 106,7 homes.
La renda mediana per habitatge era de 42.708 $ i la renda mediana per família de 50.000 $. Els homes tenien una renda mediana de 30.417 $ mentre que les dones 19.844 $. La renda per capita de la població era de 14.297 $. Entorn del 5,3% de les famílies i el 10,1% de la població estaven per davall del llindar de pobresa.

## Poblacions més properes
El següent diagrama mostra les poblacions més properes.